# Gallene Sciences
 (janvier 2018).
Gallene Sciences est une entreprise pharmaceutique indienne spécialisée dans la fabrication de médicaments génériques,.

## Historique
Gallene Sciences a été créée en 2016 et a commencé la production de médicaments injectables le 31 décembre 2016. La société a obtenu une licence de la Food and Drug Administration et de l'État du Gujarat pour la fabrication de petits volumes parentéraux.
Gallene Sciences a un système de gestion de la qualité qui est conforme à la norme ISO 9001: 2008 et les médicaments fabriqués par la société sont approuvés GMP (système de bonnes pratiques de fabrication). La société est officiellement enregistrée par le ministère des Affaires corporatives de l'Inde et est légalement constituée.

## Services
Gallene Sciences fabrique une large gamme de produits, spécialement une petite volume de parentéraux et des médicaments génériques,,.